# Rautaruukki
Rautaruukki Abp var ett finländskt stålföretag med säte i Helsingfors. Det har drygt 3 000 anställda vid stålverket i Brahestad. Rautaruukkis produkter marknadsförs under namnet "Ruukki" (svenska: "bruk").  Företaget hade tillverkningsenheter i Finland, Sverige och Ukraina.
Rautaruukki grundades 1960 av den finländska staten. Företaget delprivatiserades 1994 och staten minskade därefter successivt sin ägarandel till 40 % och lät notera företaget på Helsingforsbörsen.
Rauttaruukki köpte 1986 svenska Fundia med handelstålverk i bland annat Smedjebacken och Boxholm.
Svenska SSAB köpte Rautaruukki 2014, varefter bolaget avlistades från Helsingforsbörsen i november 2014..
Företagets namn lever vidare i namnet på SSAB:s dotterbolag Ruukki Construction, som tillverkar bygg- och konstruktionsprodukter och tjänster i Europa. Den stod 2018 för åtta procent av SSAB-koncernens omsättning.
Av Rautaruukkis tidigare produktionsanläggningar finns inom SSAB kvar stålverket i Brahestad och fabriken för tillverkning av tunnplåt och rör i Tavastehus.